# Cykl Metona
Cykl Metona – okres wynoszący 19 lat, po którym fazy Księżyca przypadają na te same dni miesiąca roku słonecznego lub sezonowego.
Odpowiada w przybliżeniu 235 miesiącom księżycowym. Ponieważ 19 lat po 12 miesięcy ma ich 228, w tym okresie należało dodać 7 miesięcy (w komputystyce w 2, 5, 8, 10, 13, 16 i 19 roku). Obliczenia na podstawie obecnych danych wykazują, że 235 lunacji obejmuje okres 6939 dni 16,5 godzin, a 19 lat słonecznych to 6939 dni i 14,5 godzin.
Cykl został obliczony około 433 roku p.n.e. przez greckiego astronoma Metona z Aten. Był w użyciu do 46 roku p.n.e., kiedy wprowadzono kalendarz juliański. Nadal posługuje się nim kalendarz żydowski.